# 国正町 (岡崎市)
国正町（くにまさちょう）は、愛知県岡崎市の町名。12の小字が設置されている。

## 地理
岡崎市南西部に位置し、東は福岡町、西は在家町・上三ツ木町、南は中村町、北は坂左右町に接する。

### 河川
- 安藤川
- 占部川

### 小字
- 稲荷（いなり）
- 門田（かどた）
- 上川田（かみかわだ）
- 岸田（きしだ）
- 畔廻（ぐろまわり）
- 三反畑（さんだんばた）
- 下川田（しもかわだ）
- 下向田（しもむかいだ）
- 新田（しんでん）
- 竹ノ下（たけのした）
- 西浦（にしうら）
- 花ノ木（はなのき）

## 世帯数と人口
2023年（令和5年）12月1日現在の世帯数と人口は以下の通りである。
| 町丁   | 世帯数  | 人口  |
| ------ | ------- | ----- |
| 国正町 | 129世帯 | 302人 |

## 学区
市立小・中学校に通う場合、学区は以下の通りとなる。
| 番・番地等 | 小学校                   | 中学校               | 高等学校普通科 |
| ---------- | ------------------------ | -------------------- | -------------- |
| 下記以外   | 岡崎市立六ツ美南部小学校 | 岡崎市立六ツ美中学校 | 三河学区       |
| 字新田     | 岡崎市立福岡小学校       | 岡崎市立福岡中学校   | 三河学区       |

## 歴史
碧海郡国正村を前身とする。

### 町名の由来
往古、国郡の政治を担う土地であったことによる。

### 沿革
- 1889年（明治22年）10月1日 - 町村制施行・合併に伴い、碧海郡占部村大字国正となる[7]。
- 1906年（明治39年）5月1日 - 合併に伴い、六ツ美村大字国正となる[8]。
- 1958年（昭和33年）10月15日 - 町制施行に伴い、六ツ美町大字国正となる[8]。
- 1962年（昭和37年）10月15日 - 岡崎市へ編入し、同市国正町となる[8]。

### 史跡
- 占部城跡

## 施設
- 岡崎平和学園[9][10]
- 稲荷神社

## 交通
- 愛知県道43号岡崎碧南線

## その他

### 日本郵便
- 郵便番号 : 444-0214[2]（集配局：岡崎郵便局[11]）。